# Juan Darthés
Juan Darthés, pseudonimo di Juan Rafael Pacífico Dabul (San Paolo, 28 ottobre 1964), è un attore e cantante brasiliano naturalizzato argentino.
Il cognome Darthés risulta dall'unione di quello di sua madre, Dartel, e di suo padre, Fuentes.

## Biografia
Di origini italiane, figlio di Leyla Dartel e di Oscar Fuentes, nacque nel 1964 in Brasile, nella città di San Paolo, trasferendosi poi, all'età di tre anni nella località di Temperley. Ha due fratelli di nome Oscar e Roberto.Si diploma presso la scuola di Arte Drammatica di Buenos Aires, studiando canto con Susana Naidich.
Dal 1994 è sposato con l'avvocatessa María del Carmen Leone, dalla quale ha avuto due bambini di nome Tomás e Gian Franco.

### Recitazione
Ha iniziato a recitare nel 1985 partecipando alla telenovela, Solo un hombre. Dal 1989 ad oggi ha inoltre preso parte a diverse opere teatrali, tra le quali Nine, dove interpreta il protagonista Guido, ed anche, nel 1995, a El beso de la mujer araña. Tra gli altri ruoli in televisione si può citare la telenovela Pasiones, giunta in Italia nel 1990 con il titolo, Ti chiedo perdono, dove interpreta Luigi Linares, la telenovela, Se dice amor, dove interpreta il protagonista Bautista Benegas ed anche i ruoli in Culpable de este amor, Soy gitano, 099 central e Dulce Amor, con i quali ha ricevuto una candidatura al Premio Martín Fierro.
Ha condotto nel 1998 l'edizione del Premio ACE insieme a Leonor Benedetto, e, nel 2000, il programma Tango Solo Tango, programma candidato ad un premio Martin Fierro.
Nel 2007 ha partecipato nel ruolo di Leandro a, Il mondo di Patty, con il quale, oltre a registrare alcune canzoni ha preso parte al tour svoltosi lo stesso anno fino al 2009 in tutta l'America Latina. Tra il 2010 e il 2011 è anche protagonista dell'opera teatrale Arrancame la vida con regia di Chico Novarro dove gira gran parte dei teatri argentini. Nel 2012 è il protagonista maschile nella telenovela Dulce amor insieme a Calu Rivero, Sebastián Estevanez e Carina Zampini. Nel 2014 è protagonista nella telenovela, Camino al amor, con Mariano Martínez, Sebastián Estevanez e Carina Zampini. Tra il 2015 e gli inizi del 2016 è protagonista del telefilm, Los Ricos No Piden Permiso, per la regia di Adrian Suar Pol-ka Producciones, dove interpreta Antonio Villalba, affiancato da Araceli Gonzalez e Luciano Castro.

### Musica
L'attore ha pubblicato anche cinque album da solista, il primo nel 1998, intitolato Soledades per la Epsa Music con il quale si aggiudica una candidatura al Premio Gardel per il miglior album di genere tango. Nel 2000 invece pubblica il suo secondo album intitolato A unos ojos per l'etichetta Sony Music contenente undici tracce. La presentazione del CD è stata fatta insieme al chitarrista Juanjo Domínguez.
Il 5 ottobre 2004 ha pubblicato l'album Así per l'etichetta discografica Sony Music contenente 14 tracce e presentato al Teatro Opera di Buenos Aires. Con questo album riceve una nomination al Premio Gardel del 2005 per il miglior album di genere tango di sesso maschile. Nel 2009 registra il suo terzo lavoro in studio dal titolo, Promesas de amor, con undici pezzi.
In seguito ha pubblicato nel 2010 l'album, Arrancame la vida, tratto dall'omonima opera che ha interpretato Darthés insieme a Cecilia Milone, che ha collaborato all'album. Nel 2012 ha inciso Canciones de amor y novelas con canzoni di genere tango, reinterpretazioni dei brani prodotti durante lo spettacolo "Un amor de novela", dove interpreta canzoni di diverse telenovelas. L'album è stato presentato al teatro Niní Marshall nella località di Tigre.
Ha partecipato a diversi concerti per tutta l'Argentina, tra cui a varie presentazioni di album discografici ed alcuni festival, in compagnia anche del quintetto Tangoloco che lo accompagna nelle performance live.
Ha avuto la possibilità di cantare svariate volte al fianco del cantante spagnolo molto celebre in Europa e Latinoamerica Sergio Dalma, con la canzone che hanno in comune "El Mundo".

## Accuse di molestie
Nel 2017 venne accusato di abusi sessuali dall'attrice Calu Rivero, mai seguiti da denuncia penale, per fatti che sarebbero avvenuti durante le riprese della telenovela Dulce Amor avvenuti tra il 2012 e il 2013. Le attrici Anita Coacci e Natalia Juncos si unirono anch'esse alle accuse, denunciando fatti avvenuti nel 1999. Darthès ha immediatamente accusato le attrici di diffamazione, respingendo le accuse.
Il 4 dicembre 2018 l'attrice Thelma Fardin ha presentato una querela contro di lui per abusi sessuali e stupri che lei avrebbe subito in Nicaragua nel 2009, durante un tour della telenovela argentina, Il mondo di Patty; ai tempi Darthès 45enne avrebbe praticato sesso orale sull'allora 16enne attrice. Il fatto viene reso pubblico solo il 10 dicembre. Successivamente anche Griselda Siciliani, interprete di Carmen, ha accusato l'attore di averle riferito insulti verbali che l'avrebbero costretta a rinunciare al suddetto tour, poiché le continue tensioni non la facevano sentire tranquilla sul set. Anche stavolta Darthès ha smentito le accuse; due giorni dopo la denuncia della Fardin, in un'intervista televisiva, ha affermato che in realtà fu la ragazza a cercare di sedurlo. A seguito della vicenda, il Ministero pubblico del Nicaragua con un comunicato stampa ha annunciato di aver avviato un'indagine su quanto accaduto. Ciò nonostante, un'altra accusa da parte dell'attrice Gianella Neyra ha coinvolto Darthès. Nel frattempo il 27 dicembre viene diffusa la notizia della fuga di Darthès in Brasile, suo paese natale, che non consentendo l'estradizione gli consente di venir meno all'obbligo di essere interrogato dalla polizia nicaraguense.
Il 16 ottobre 2019 l'ufficio del procuratore nicaraguense ha formalmente accusato l'attore di stupro e abusi sessuali; tuttavia, tramite il suo avvocato Cèsar Guevara, Darthès ha espresso la richiesta di non emettere nessun mandato di cattura e di indagare sul passato della Fardin. Ciò nonostante, il giudice del Nicaragua Celso Urbina ha respinto la richiesta del legale dell'attore, ed ha accolto quella dell'accusa. L'8 gennaio 2020 è stato così emesso un mandato di cattura internazionale nei confronti dell'attore, che viene dunque incriminato ufficialmente. Il processo è iniziato nel 2021 davanti alla corte federale di San Paolo, ma nel febbraio 2022 è stato sospeso perché la Corte d'appello ha accolto un'eccezione di incompetenza opposta dalla difesa mesi prima, sostenendo che i tribunali federali non sono competenti a intervenire nei reati di stupro, corrispondenti ai tribunali locali, ripresa nell'ottobre 2022.
Il 13 maggio 2023 viene assolto dalla corte di giustizia federale di San Paolo.
Il 10 giugno 2024, tuttavia, il tribunale brasiliano di secondo grado giudica l'attore come colpevole e lo condanna a 6 anni di carcere. I fatti erano avvenuti nel 2009 al termine della tournée de Il mondo di Patty, alla quale entrambi avevano partecipato.

## Filmografia

### Televisione
- La Viuda Blanca - serial TV (1984)
- Sólo un hombre - serial TV (1985-1986)
- Ti chiedo perdono (Pasiones) - serial TV (1988)
- Una voz en el telefono - serial TV (1990-1991)
- La elegida - serial TV (1992)
- El precio del poder - serie TV (1992-1993)
- Marco, el candidato - serie TV (1994)
- Alta comedia - serie TV, 1 episodio (1995)
- Por siempre mujercitas - serial TV (1995-1996)
- Los hermanos Pérez Conde - serie TV (1997)
- Los Herederos del poder - serial TV (1997)
- Te quiero, te quiero - serial TV (1998)
- Gasoleros - serial TV (1998-1999)
- Mamitas - serie TV (1999)
- Primicias - serial TV (2000)
- Ilusiones - serial TV (2000-2001)
- 099 central - serial TV (2002)
- Soy gitano - serial TV (2003-2004)
- La niñera - serie TV (2004)
- Culpable de este amor - serial TV (2004)
- Botines - serie TV (2005)
- Se dice amor - serial TV (2005–2006)
- Il mondo di Patty (Patito Feo) - serial TV (2007–2008)
- Historias de corazón - serie TV, 1 episodio (2012)
- Dulce amor - serial TV (2012-2013)
- Camino al amor - serial TV (2014)
- Los ricos no piden permiso - serial TV (2016)
- Simona - serial TV (2018)

## Programmi televisivi
- Tango sólo tango (Canal 7, 2000)

## Teatro
- Discepolin, regia di Alberto Fernández de Rosa (1988)
- El amor en voiturette, regia di Alberto Fernandez de Rosa (1989)
- La inhundible Molly Brown, regia di Juan Carlos Cuacci (1991)
- El diluvio que viene, regia di Mario Ciriglione (1992)
- Porque canto así (1992-1993)
- El beso de la mujer araña, regia di Harold Prince (1995)
- Nine, regia di David Leveaux (1999)
- Discepolo esa mezcla milagrosa, regia di Ismael Hase (2002-2003)
- Patito Feo - La historia más linda en el Teatro, regia di Ricky Pashkus (2007)
- Patito Feo, La gira más linda, regia di Ricky Pashkus (2008-2009)
- Arrancame la vida, regia di Chico Novarro (2010)
- Un Amor de Novela, regia di Valeria Ambrosio (2011)
- Amor Porteño, regia di Juan Fabri (2013)
- Lo Prohibido, regia di Betty Gambartes (2017)

## Discografia

### Album
- 1998 - Soledades
- 2000 - A unos ojos
- 2004 - Así
- 2009 - Promesas de amor
- 2010 - Arrancame la vida
- 2012 - Canciones de amor y novelas
- 2014 - Ahora

### Partecipazioni
- 2007 - AA.VV. Patito Feo - La historia más linda
- 2008 - AA.VV. Patito Feo - La vida es una fiesta
- 2008 - AA.VV. Il mondo di Patty - La storia più bella
- 2009 - AA.VV. Il mondo di Patty - La vita è una festa

## Premi e riconoscimenti
- 1996 - Premio Martín Fierro
  - Nomination - Miglior attore di reparto per Mujercitas[2].
- 1996 - Premio ACE
  - Nomination - Protagonista maschile per El Beso de la Mujer Araña[8].
- 1999 - Premio ACE
  - Vinto - Miglior protagonista maschile per Nine.[34].
- 2001 - Premio Konex
  - Vinto - Miglior attore di musical[34].
- 2002 - Premio Martín Fierro
  - Nomination - Miglior attore di telenovela per 099 central.
- 2003 - Premio Martín Fierro
  - Nomination - Attore protagonista di telenovela per Soy Gitano.
- 2004 - Premio Martín Fierro
  - Nomination - Attore protagonista di telenovela per Culpable de este amor[8].
- 2013 - Premio Martín Fierro
  - Nomination - Attore protagonista di telenovela per Dulce Amor.
- 2016 - Premio Martín Fierro
- Vinto - Miglior attore protagonista in Los ricos no piden permiso

## Doppiatori italiani
Nelle versioni in italiano dei suoi film, Juan Darthés è stato doppiato da:
- Roberto Freddi in Ti chiedo perdono[5]
- Francesco Prando in Il mondo di Patty[35]